# معهد البحوث الطبية الحيوية ألبرتو سولس
معهد البحوث الطبية الحيوية ألبرتو سولس هو مركز بحثي مشترك بين المجلس الأعلى للبحوث العلمية والجامعة المستقلة في مدريد. يحمل المعهد اسمه تكريماً للطبيب والكيميائي الحيوي الإسباني ألبرتو سولس. يقع المعهد في حرم كلية الطب بالجامعة المستقلة في مدريد.
1. 1 2 3 4  مذكور في: GRID Release 2017-05-22. تاريخ النشر: 22 مايو 2017. مُعرِّف الغرض الرَّقميُّ (DOI): 10.6084/M9.FIGSHARE.5032286.
2. ↑  وصلة مرجع: https://www.google.es/maps/place/40%C2%B028'58.4%22N+3%C2%B041'30.3%22W/@40.4828991,-3.6939277,17z/data=!3m1!4b1!4m5!3m4!1s0x0:0x0!8m2!3d40.482895!4d-3.691739. الوصول: 2 أبريل 2017.